# Batalha de Madonna dell'Olmo
A Batalha de Madonna del Olmo (em italiano: Madonna dell'Olmo), também conhecida como Batalha de Cuneo, foi travada em 30 de setembro de 1744 nas proximidades da cidade italiana de Cuneo, durante a Guerra de Sucessão Austríaca. A batalha opôs as tropas hispano-francesas, comandadas por Luís Francisco I de Bourbon-Conti, contra o exército de Carlos Emanuel III da Sardenha. Apesar da vitória tática das tropas hispano-francesas, a cidade de Cuneo não foi tomada, e eventualmente, o exército hispano-francês retirou-se do Piemonte.

## Contexto
A batalha ocorreu em um período de grande agitação na Europa, durante a Guerra de Sucessão Austríaca (1740-1748), onde várias potências europeias lutavam pelo controle de territórios e sucessões dinásticas. A região de Piemonte, no norte da Itália, era estrategicamente importante.

## As Forças
Tropas Hispano-Francesas:
- Comandante: Luís Francisco I de Bourbon-Conti.
- Composição: 26 batalhões de infantaria e 4 000 soldados de cavalaria, dispostos em duas linhas.
- Disposição: O flanco direito estava apoiado no convento de Madonna dell'Olmo, e a ala esquerda em uma série de casas de campo isoladas.

Tropas Sardas (Piemontesas):
- Comandante: Carlos Emanuel III da Sardenha.
- Composição: 32 batalhões e um número equivalente de esquadrões de cavalaria.
- Estratégia: Para compensar a inferioridade em cavalaria, os piemonteses utilizaram cavalos frísios para cobrir a direita e parte do centro, criando uma barreira contra a cavalaria inimiga.

## A Batalha
A batalha começou com o avanço das tropas piemontesas, que ameaçavam romper a linha de frente hispano-francesa. As forças hispano-francesas estavam dispostas com o flanco direito apoiado no convento e a ala esquerda em casas de campo isoladas. A infantaria sarda, incluindo granadeiros montados e infantaria ligeira croata, lançou sucessivos assaltos, conseguindo romper momentaneamente as linhas inimigas, mas sem sucesso duradouro.
Os regimentos hispano-franceses, incluindo o Regimento de Lusitânia e o Regimento de Numancia, contra-atacaram para deter o avanço sardo. Apesar das baixas significativas, conseguiram impedir a progressão dos adversários. O combate foi intenso e prolongado, resultando em pesadas perdas de ambos os lados.

### Desfecho
Ao anoitecer, ficou claro que Carlos Emanuel III não conseguiria levantar o cerco de Cuneo. As forças sardas se retiraram, com perdas estimadas em 3 500 mortos e feridos, além de 800 prisioneiros. As tropas hispano-francesas também sofreram cerca de 2 000 baixas. A cidade de Cuneo permaneceu cercada, mas não foi tomada, e eventualmente, as tropas hispano-francesas se retiraram.

## Consequências
A batalha teve um impacto significativo, especialmente para o Regimento Lusitano, que foi recompensado por seu heroísmo. Eles receberam o privilégio de usar três caveiras com ossos cruzados em suas mangas, um caso único na história da cavalaria. Este símbolo foi posteriormente alterado para três triângulos e, mais tarde, para três botões, para evitar associações maçônicas. O regimento também adotou uma caveira e duas tíbias como emblema, além do direito de exibir uma gravata preta em seu estandarte, simbolizando a bravura demonstrada na batalha.

## Legado
O comportamento heroico do Regimento Lusitano na Batalha de Madonna dell'Olmo foi eternizado nos símbolos e lemas adotados pelo regimento, destacando a importância da batalha na sua história e na tradição militar.